# Friedrich Wunder (Fotograf)

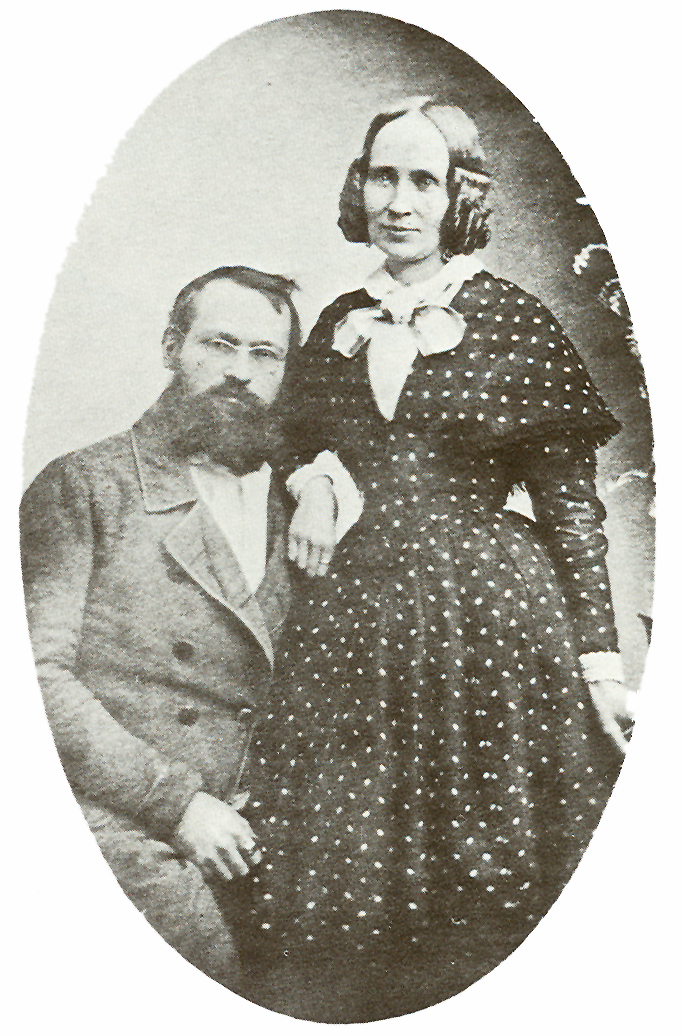
Friedrich Wunder und seine Ehefrau Sophie Luise Margarete (um 1846/48)

Friedrich Karl Wunder (* 27. Oktober 1815 in Bayreuth; † 30. Dezember 1893 in Hannover) war ein deutscher Lithograf sowie der erste und bekannteste Fotograf Hannovers im 19. Jahrhundert. Er hinterließ zahlreiche Porträts namhafter Persönlichkeiten und wichtige topographische Bild-Dokumente zur hannoverschen Stadtgeschichte.
Zu seinen Lebzeiten galt er als „Nestor der deutschen Photographen“.

## Familie
Friedrich Karl Wunders Großvater war Friedrich Wilhelm Wunder (1742–1828), ein bekannter Maler, Zeichner und Naturwissenschaftler. Sein Vater Johann Friedrich Wilhelm Wunder (1778–1842) war „Kammerregistrator und Aufseher der Naturaliensammlung“ am Hof des Markgrafen in Bayreuth. Außerdem war dieser vermutlich Jurist, da er im Stammbaum der Familie auch als „Rechnungs-Commissair und Landrichter in Müncheberg“ bezeichnet wird.
Mit seiner Ehefrau Sophie Luise Margarete, die Tochter des Lithografen, Drucker und Verlegers Friedrich Baumgarte, die er 1842 heiratete, bekam Friedrich Wunder sechs Kinder: Als erste kamen die beiden Zwillingstöchter Ida und Dora Wunder (* 24. August 1842 in Hannover) zur Welt. Der zweitgeborene Sohn Otto Wunder (1844–1921) eröffnete später ein eigenes Photoatelier in Hannover; zunächst 1870 in der Schillerstraße, zuletzt in der Königstraße. Mit Carl Ludolph Ferdinand Wunder kam am 8. November 1849 ein weiterer Sohn zur Welt, der ebenso Fotograf wurde. Der Sohn Karl Friedrich Wunder übernahm 1875 den Betrieb des Vaters und ließ sich 1878/79 mit dem Wunder-Haus ein neues Wohn- und Geschäftshaus an der Friedrichstraße (heute: Friedrichswall) errichten. Der jüngste Sohn Hermann Wunder (* 1853) wurde ebenfalls Fotograf und wanderte im Alter von 20 Jahren nach Philadelphia aus.

## Leben

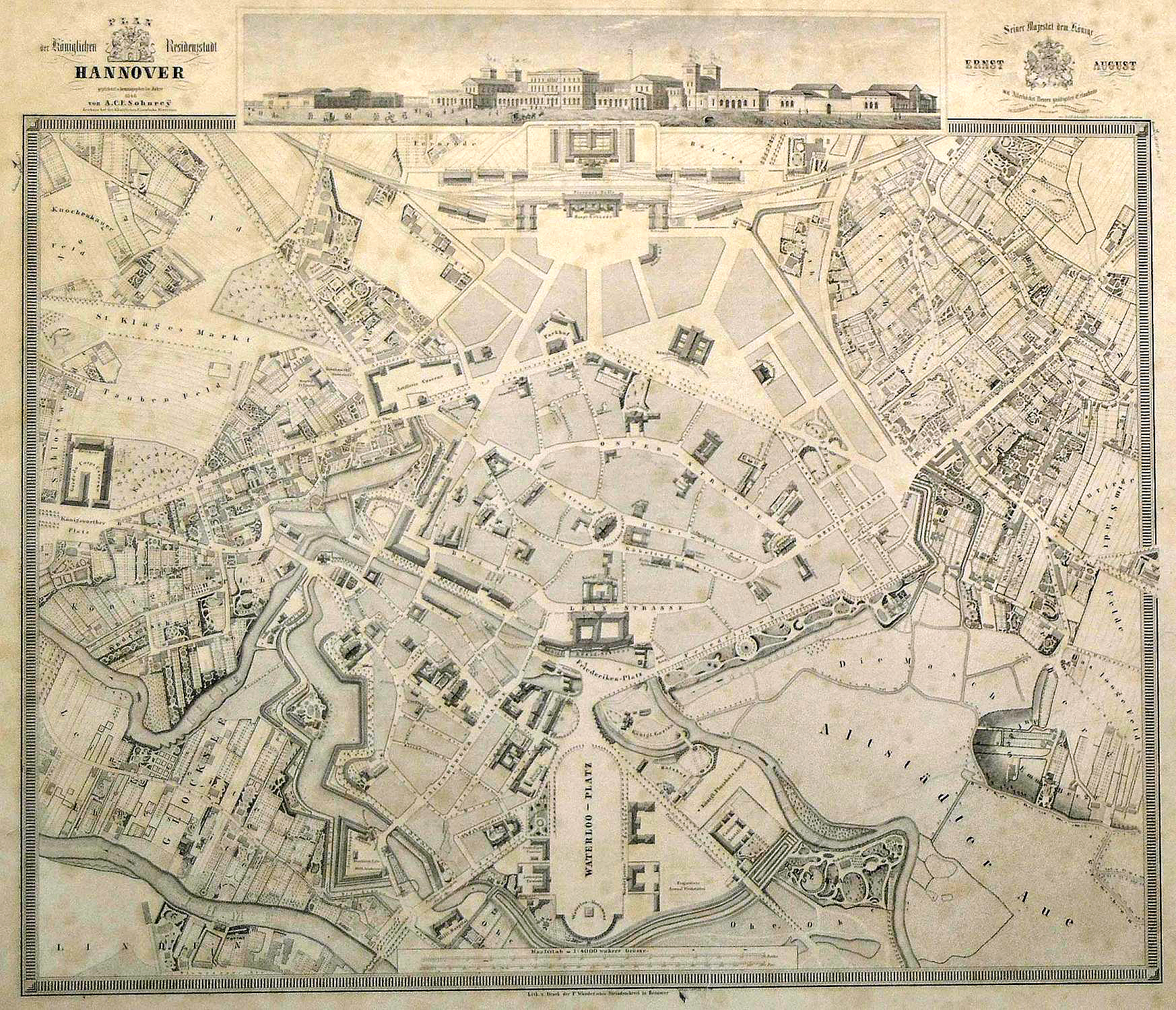
Plan der Stadt Hannover von 1846 von Friedrich Sohnrey; Lithographie und Druck in der „[...] F. Wunder`schen Steindruckerei in Hannover“

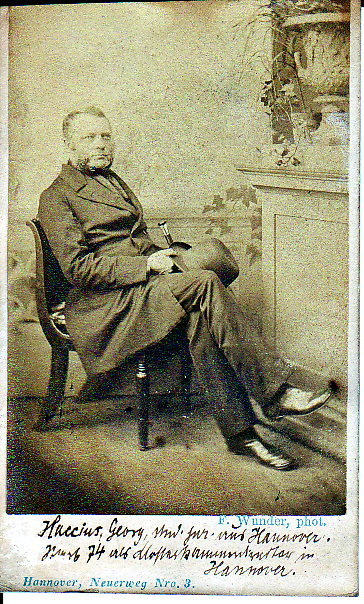
Georg Haccius, Präsident der Klosterkammer Hannover, im Atelier Neuer Weg 3

Über die Kindheit Friedrich Wunders ist wenig bekannt; man vermutet eine Ausbildung mit künstlerischem Schwerpunkt. Vermutlich absolvierte er eine Lehre als Lithograf, denn ab 1835 arbeitete er als solcher in der Baumgart’schen Druckerei. Nachdem deren Inhaber G. Fr. Baumgarte gestorben war, übernahm Friedrich Wunder 1840 die Leitung des Betriebes.
Am 21. November 1841 erwarb Friedrich Wunder die Bürgerrechte der Stadt Hannover und ging am 22. Januar 1842 die Ehe mit Louise Baumgarte ein.
Ab 1841 unternahm Wunder die ersten Versuche auf dem Gebiet der Daguerreotypie, um 1844 ein photographisches Atelier in einer Druckerei in der Altstadt zu eröffnen (Marktstraße 440, geänderte Hausnummer ab 1845: Nr. 24). 1846 druckte er den „Plan der Königlichen Residenzstadt Hannover“ von Andreas Christoph Friedrich Sohnrey mit dem neu erbauten Hauptbahnhof und der Ernst-August-Stadt.
Am 6. Januar 1852 trat Wunder der Johannis-Freimaurerloge Zum schwarzen Bär im Orient von Hannover bei.
1854 beteiligte sich Wunder an der Industrieausstellung im Glaspalast in München. 1856 erwarb Wunder das Haus Billet No. 3 am Neuen Weg. 1859 wurde die Druckerei verkauft.
Kurz nachdem sich 1863 der Photographische Verein zu Berlin gegründet hatte, war Wunder 1864 bis 1868 dessen Mitglied. 1868 erhielt er eine Medaille für seine Arbeiten, die er zur zweiten Ausstellung photographischer Arbeiten in Hamburg eingeschickt hatte.
Friedrich Wunder und seine Frau wurden auf einem bereits 1869 erworbenen Familiengrab auf dem Engesohder Friedhof begraben, später folgten dort die Söhne Karl und Otto.

## Werke

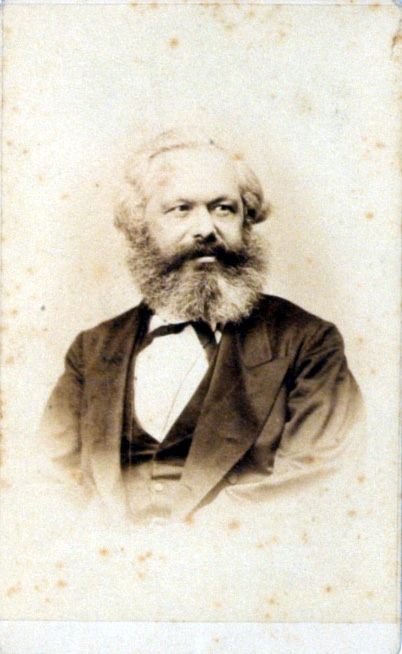
Karl Marx Hannover, Ende April 1867; Foto von Friedrich Wunder

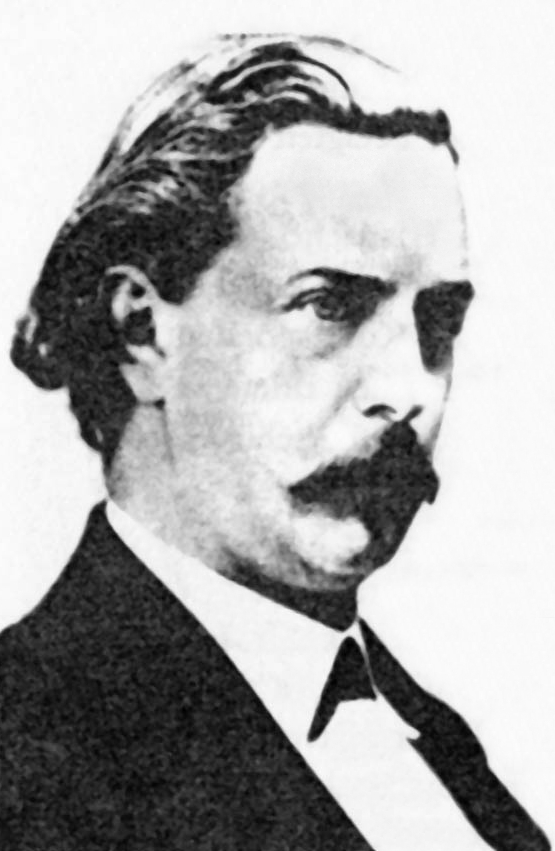
Louis Kugelmann Hannover, April 1868; Foto von Friedrich Wunder

Zu seinen bekanntesten Bildern gehören:
- eine Daguerreotypie von dem 16-jährigen Wilhelm Busch von 1848 (Original im Besitz des Deutschen Museums für Karikatur und Zeichenkunst Wilhelm Busch) in Hannover[13]
- zwei Visitenkarten-Porträts von Karl Marx aus dem Jahr 1867. Die eine, wie Marx schrieb, „full-faced“, die andere eine Profilaufnahme. Beide Aufnahmen wurden Ende April 1867 angefertigt, als Marx bei seinen Freunden, dem Gynäkologen Louis Kugelmann und Ehefrau Gertrud Kugelmann, in Hannover die ersten Korrekturbogen des Kapitals las.[14]
- eine Fotografie von Louis Kugelmann.[15]
- zwei Aufnahmen von Franziska Kugelmann, die lange für Aufnahmen von Karl Marx’ Tochter Jenny gehalten wurden.[16]

## Auszeichnungen
- Bronzemedaille für Anwendung der Photographie auf Botanik und Landschaften (Zweite Gruppe) auf der Hamburger Ausstellung [für Photographie] im November 1868[17]